# 群馬県道110号駒形停車場線
群馬県道110号駒形停車場線（ぐんまけんどう 110ごう こまがたていしゃじょうせん）は、群馬県前橋市にあるJR駒形駅前から群馬県道2号前橋館林線に至る一般県道である。北関東自動車道の関連整備計画までは県道とは思えない見窄らしい路線であった。

## 概要
県道ではあるものの延長わずか50mほどの短い路線であった。その当時は道路の両側に家々が立ち並び車1台が通るのがやっとという程の道幅であった。
北関東自動車道の建設や駒形地区の区画整理事業に関連した都市計画整備により、駒形駅前のロータリ等が設定され、この路線の一部として整備された。
2015年にはその一部として、群馬県道40号藤岡大胡線の両毛線跨線橋を潜り、同線北行側の側道のみ本路線の一部として設定され、側道の終点から小屋原町交差点（群馬県道2号前橋館林線までの区間が群馬県道40号藤岡大胡線との共同区間として設定されている。

### 路線データ
- 起点：駒形停車場[1]
- 終点：前橋市小屋原町（群馬県道2号前橋館林線交点〈小屋原陸橋交差点〉）[注釈 1]

## 歴史
- 1959年（昭和34年）9月18日：群馬県より現・道路法に基づき、県道駒形停車場線（駒形停車場 - 県道玉村大胡線交点〈勢多郡城南村〉、整理番号96）が路線認定される[2]。
  - 同日、前身路線にあたる旧・県道駒形停車場線（駒形停車場 - 勢多郡城南村大字駒形、整理番号124）が路線廃止される[3]。

## 地理

### 通過する自治体
- 前橋市

### 交差する道路
- 群馬県道2号前橋館林線駒形バイパス（前橋市小屋原町）
- 群馬県道40号藤岡大胡線（前橋市小屋原町）